# Cassia nemophila
Cassia nemophila är en ärtväxtart som beskrevs av Julius Rudolph Theodor Vogel. Cassia nemophila ingår i släktet Cassia och familjen ärtväxter.

## Underarter
Arten delas in i följande underarter:
- C. n. coriacea
- C. n. nemophila
- C. n. platypoda
- C. n. zygophylla